# Galería filtrante
La galería filtrante o galería de captación es una estructura subterránea construida para alcanzar un acuífero cuya estructura permeable está diseñada con la finalidad de captar las aguas subterráneas. A diferencia de los pozos, que se construyen con la misma finalidad, la galería filtrante es aproximadamente horizontal. La galería puede terminar en una cámara de captación donde generalmente se instalan las bombas hidráulicas para extraer el agua acumulada. En otros casos la galería puede tener una finalidad mixta de captación y conducción prolongándose directamente o mediante obras auxiliares (acueductos, canalizaciones) hasta el lugar donde se va a aprovechar el agua, por ejemplo fuentes.
Las galerías filtrantes modernas frecuentemente son más semejantes a un dren. Es decir, están constituidas por un tubo perforado, enterrando y rodeado de un estrato filtrante. Se utilizan también al interior del cauce de un río, paralelo a este. El agua captada se conduce a una cámara desde la cual puede ser bombeada, o conducida por gravedad hasta el lugar de su aprovechamiento.
Este sistema de captación fue empleado con asiduidad por los romanos, que dejaron abundantes muestras del mismo en la zona de Mérida (Rabo de Buey, el Borbollón) y fuera de ella. 
También es uno de los sistemas de obtención del agua subterránea utilizados en las islas Canarias. Debido al suelo volcánico y altamente poroso, el agua proveniente de la lluvia o del deshielo de las cumbres de las islas se filtra por la roca y se acumula en importantes acuíferos subterráneos. Las precipitaciones desiguales así como la orografía del terreno desaconsejan la creación de embalses en las islas de Tenerife y La Palma, por lo que desde hace varios siglos se utilizan galerías para la obtención de agua. las galerías se perforan en las cumbres en forma de túneles hasta llegar a los diques volcánicos naturales que retienen el agua compartimentada en el interior del terreno. Se calcula que en Tenerife existen algo más de mil galerías que en su conjunto suman una longitud de 1700 kilómetros. El 90% del agua consumida en estas islas proviene de galerías y pozos y solo un 10% proviene de otros métodos de obtención como los embalses a cielo abierto o la desalinización de agua de mar.
A veces, si el tamaño de la galería lo permite, pueden realizarse perforaciones en el interior (tal es el caso de la «Galería de Los Suizos» en Alicante).
La cultura precolombina Nazca también utilizó las galerías filtrantes para recoger agua, un bien escaso en esa zona de Perú.
Un sistema tradicional de obtención de agua, englobado dentro de los llamados por la FAO «Sistemas de Recolección de Aguas», lo componen los qanats o foggaras del Norte de África, las «minas de aguas» de Canarias, «galerías con lumbreras» en el sudeste de la península ibérica; o las «galerías filtrantes» mexicanas, se trata de ingeniosas obras destinadas a captar el agua subálvea de los barrancos o pequeños cauces, mediante trincheras cubiertas que atraviesan diagonalmente el cauce.